# Ian MacKaye
Ian MacKaye (pronunciado Mac-Ai), (16 de abril de 1962) es un músico estadounidense, conocido por ser el fundador y el dueño de 
Dischord Records, un sello discográfico de música hardcore y por ser integrante de varias de las más importantes bandas de los movimientos hardcore y post hardcore como The Teen Idles (1979), Minor Threat (1980), Embrace (1985) y Fugazi (1987). También ha sido productor de grupos tan reseñables como Rites of Spring o Bikini Kill.
Se le conoce también por ser uno de los "fundadores" e impulsores del movimiento straight edge, el cual comenzó basándose en varios temas de Minor Threat, como «Out of Step» o «Straight Edge», en donde las letras muestran las posturas del grupo contra el alcohol, las drogas, el sexo promiscuo y el tabaco. Además, es vegano. A pesar de ello, MacKaye nunca se ha considerado ni abanderado líder de este o de ningún otro tipo de movimiento o corriente cultural.
Actualmente, actúa en dúo con su compañera Amy Farina, bajo el nombre de The Evens.

## Discografía

### Con The Teen Idles
- Minor Disturbance (Dischord, 1980). EP.
- Anniversary (Dischord, 1996). EP grabado entre 1979 y 1980.

### Con Minor Threat
- Minor Threat (Dischord, 1981). EP.
- In My Eyes (Dischord, 1981). EP.
- Out of Step (Dischord, 1984). LP.
- Salad Days (Dischord, 1985). EP.
- Complete Discography (Dischord, 1989). CD. La edición actual (Dischord, 2003) está remasterizada.
- First Demo Tape (Dischord, 2003). EP.

### Con Embrace
- Embrace (Dischord, 1987).

### Con Fugazi
- Fugazi (Dischord, 1988). EP.
- Margin Walker (Dischord, 1989). EP.
- 13 Songs (Dischord, 1989).
- «3 Songs» (Dischord, 1990). Sencillo. Incluido en la edición en CD de Repeater.
- Repeater (Dischord, 1990).
- Steady Diet of Nothing (Dischord, 1991).
- In on the Kill Taker (Dischord, 1993).
- Red Medicine (Dischord, 1995).
- End Hits (Dischord, 1998).
- Furniture + 2 (Dischord, 2001). EP.
- The Argument (Dischord, 2001).

### Con The Evens
- The Evens (Dischord, 2005).
- Get Evens (Dischord, 2006).
- 2 Songs (Dischord, 2011). EP.
- The Odds (Dischord, 2012).

### Con Coriky
- Coriky  (Dischord, 2020)

- Datos: Q455545
- Multimedia: Ian MacKaye / Q455545